# الانتخابات البرلمانية في أندورا 2023
جرت الانتخابات البرلمانية في أندورا في 2 أبريل 2023.

## خلفية
شكلت ثلاثة أحزاب ائتلافًا حاكمًا بعد الانتخابات البرلمانية عام 2019، يتألف من الديمقراطيين والحزب الليبرالي والمواطنين الملتزمين واختير كزافييه إسبوت زامورا رئيسًا للوزراء.

## النظام الانتخابي
يُنتخب ثمانية وعشرين عضوًا من أعضاء المجالس العامة (باللغة الكتالونية: المستشارون العامون consellers generals) وفق القوائم الحزبية المغلقة :
- يُنتخب أربعة عشر مستشارًا عامًا يمثلون الأبرشيات السبعة (مستشاران لكل أبرشية) من القائمة التي حصلت على أكبر عدد من الأصوات في كل دائرة.[6]
- يُنتخب أربعة عشر مستشارًا عامًا من القوائم الوطنية باستخدام طريقة التمثيل النسبي للمتبقي الأكبر.[7]

قوائم الأبرشيات والقائمة الوطنية مستقلة عن بعضها البعض: لا يحق للشخص أن يترشح في كل من القائمة الوطنية وقائمة الأبرشيات معًا، ويدلي الناخبون بصوتين منفصلتين. ولا يوجد شرط للتصويت لنفس الحزب في القائمتين.

## الأحزاب والتحالفات

### الدائرة الانتخابية الوطنية
الترشيحات المقدمة في الدائرة الانتخابية الوطنية، والتي يُنتخب 14 عضوًا عن طريق التمثيل النسبي، هي:
| قائمة | قائمة                                          | أحزاب                                          | أحزاب                                          | الأيديولوجيا                                | زعيم القائمة            | نتيجة 2019      | نتيجة 2019     | نتيجة 2019 |
| قائمة | قائمة                                          | أحزاب                                          | أحزاب                                          | الأيديولوجيا                                | زعيم القائمة            | الأصوات الوطنية | أصوات الإبرشية | مقاعد      |
| ----- | ---------------------------------------------- | ---------------------------------------------- | ---------------------------------------------- | ------------------------------------------- | ----------------------- | --------------- | -------------- | ---------- |
|       | Concord (Andorra) [concòrdia (partit polític)] | Concord (Andorra) [concòrdia (partit polític)] | Concord (Andorra) [concòrdia (partit polític)] | التقدمية حماية البيئة موالية لأوروبا        | سيرني إسكاله كابري      | جديد            | جديد           | جديد       |
|       | DA + CC                                        |                                                | الديمقراطيون عن أندورا                         | المحافظة الليبرالية مُشككة في أوروبا         | كزافييه إسبوت زامورا    | 35.13٪          | 34.86٪         | 11 / 28    |
|       | DA + CC                                        | المواطنون الملتزمون                            | الليبرالية الاجتماعية محلية مُشككة في أوروبا    | DNP                                         | كزافييه إسبوت زامورا    | 6.68٪           | 2 / 28         |            |
|       | ليبراليون أندورا                               | ليبراليون أندورا                               | ليبراليون أندورا                               | الليبرالية المحافظة موالية لأوروبا          | جوزيب ماريا كابانيس     | 12.48٪          | 38.05٪         | 4 / 28     |
|       | PS + SDP                                       |                                                | الحزب الاشتراكي الديمقراطي                     | الديمقراطية الاجتماعية موالية لأوروبا       | Pere López i Agràs      | 30.62٪          | 38.05٪         | 7 / 28     |
|       | PS + SDP                                       | الديمقراطية الاجتماعية والتقدم                 | الديمقراطية الاجتماعية موالية لأوروبا          | 5.87٪                                       | Pere López i Agràs      | 7.52٪           | 0 / 28         |            |
|       | أكشن لأندورا                                   | أكشن لأندورا                                   | أكشن لأندورا                                   | الليبرالية الاجتماعية تقدمية موالية لأوروبا | جوديث بالاريس إي كورتيس | جديد            | جديد           | جديد       |
|       | أندورا للأمام                                  | أندورا للأمام                                  | أندورا للأمام                                  |                                             | كارين مونتانير رينود    | جديد            | جديد           | جديد       |

### دوائر الأبرشيات
الأحزاب أو الائتلافات التي ترشحت في الدوائر الانتخابية السبعة، والتي يُنتخب فيها اثنين من المرشحين من القائمة الحاصلة على أكبر عدد من الأصوات في كل دائرة، هي:
| ترشيح | ترشيح                                          | مرشحين                    | مرشحين                      | مرشحين                      | مرشحين                      | مرشحين                       | مرشحين                         | مرشحين                      |
| ترشيح | ترشيح                                          | كانيلو                    | إنكامب                      | أوردينو                     | لا ماسانا                   | أندورا لا فيلا               | سانت جوليا دي لوريا            | ليه اسكالدس                 |
| ----- | ---------------------------------------------- | ------------------------- | --------------------------- | --------------------------- | --------------------------- | ---------------------------- | ------------------------------ | --------------------------- |
|       | المواطنون الملتزمون                            |                           |                             |                             | كارليس نودي ديفيد مونتاني   |                              |                                |                             |
|       | الديمقراطيون عن أندورا                         | جيليم كاسال جوردي جوردانا | جوردي توريس ماريا مارتيسيلا | بيرنا كوما الكسندرا كودينا  | كارليس نودي ديفيد مونتاني   | كونكسيتا مارسول آلان كابانيس | هيلينا ماس إيفا باريس          | تريني مارين مارك ماجالون    |
|       | ليبراليون أندورا                               |                           |                             | بيرنا كوما الكسندرا كودينا  |                             | كونكسيتا مارسول آلان كابانيس | هيلينا ماس إيفا باريس          |                             |
|       | PS + SDP                                       |                           | مارتا بوجول سوسانيا فينابل  | جوان ميكيل ارمنجول بيري ماس | ميكيل مولين فرانسيسك ليزاما | يواكيم ميرو ماريان سانشيز    | جيرارد أليس جوزيب رويج         | ديفيد بيريز إليزابيت زوبيتي |
|       | أكشن لأندورا                                   |                           |                             |                             | جوزيب فوستي ريبيكا روجر     |                              |                                | تريني مارين مارك ماجالون    |
|       | Concord (Andorra) [concòrdia (partit polític)] |                           |                             |                             |                             | مارتي ألاي ميكيل كلوا        | بول بارتولومي ماريا أنجيلا آشي | رامون تينا لارا دي ميغيل    |
|       | أندورا للأمام                                  |                           |                             | جوردينا برينجي Eva Font     |                             | إليسا موكسيلا ديداك توماس    | بيانكا مارتينيز مارك فيريرو    |                             |

## النتائج
| الحزب                           | الحزب                                   | الأصوات | %      | المقاعد | +/–  |
| ------------------------------- | --------------------------------------- | ------- | ------ | ------- | ---- |
|                                 | DA–CC                                   | 6٬262   | 32.66  | 16      | +3   |
|                                 | Concord                                 | 4٬109   | 21.43  | 5       | جديد |
|                                 | الحزب الديمقراطي الاجتماعي (أندورا)–SDP | 4٬036   | 21.05  | 3       | –4   |
|                                 | Andorra Forward                         | 3٬067   | 16.00  | 3       | +3   |
|                                 | Liberals of Andorra                     | 893     | 4.66   | 0       | –4   |
|                                 | Action for Andorra                      | 805     | 4.20   | 1       | جديد |
| المجموع                         | المجموع                                 | 19٬172  | 100.00 | 28      | –    |
|                                 |                                         |         |        |         |      |
| الأصوات الصحيحة                 | الأصوات الصحيحة                         | 19٬172  | 95.62  |         |      |
| الأصوات الباطلة والفارغة        | الأصوات الباطلة والفارغة                | 878     | 4.38   |         |      |
| مجموع الأصوات                   | مجموع الأصوات                           | 20٬050  | 100.00 |         |      |
| الناخبين المسجلين ومعدل الإقبال | الناخبين المسجلين ومعدل الإقبال         | 29٬958  | 66.93  |         |      |
| المصدر: Eleccions.ad            |                                         |         |        |         |      |

## ملحوظات
1. ↑  بالتحالف مع Action for Andorra
2. ↑  بالتحالف مع Agrupament Encampadà
3. ↑  بالتحالف مع DA

## روابط خارجية
- الموقع الرسمي